# Metrum trocheiczne
Metrum trocheiczne – wzorzec metryczny w wersyfikacji iloczasowej lub sylabotonicznej, w którym mocne (odpowiednio długie lub akcentowane) są nieparzyste sylaby schematu. W praktyce w wierszu sylabotonicznym (zarówno polskim jak i rosyjskim) nie wszystkie sylaby mocne są w rzeczywistości akcentowane. W wierszu polskim w trochejach występuje czasem kataleksa, czyli odrzucenie ostatniej sylaby nieakcentowanej, w przypadku użycia rymu męskiego. 
W wersyfikacji polskiej występują różne formaty wierszy trocheicznych:
- dwustopowiec trocheiczny akatalektyczny: SsSs
- dwustopowiec trocheiczny katalektyczny: SsS
- trójstopowiec trocheiczny akatalektyczny: SsSsSs
- trójstopowiec trocheiczny katalektyczny: SsSsS
- czterostopowiec trocheiczny akatalektyczny: SsSsSsSs
- czterostopowiec trocheiczny katalektyczny SsSsSsS
- pięciostopowiec trocheiczny akatalektyczny: SsSsSsSsSs
- pięciostopowiec trocheiczny katalektyczny: SsSsSsSsS
- sześciostopowiec trocheiczny akatalektyczny: SsSsSsSsSsSs
- sześciostopowiec trocheiczny katalektyczny: SsSsSsSsSsS
- siedmiostopowiec trocheiczny akatalektyczny: SsSsSsSsSsSsSs
- siedmiostopowiec trocheiczny katalektyczny: SsSsSsSsSsSsS
- ośmiostopowiec trocheiczny akatalektyczny: SsSsSsSsSsSsSsSs
- ośmiostopowiec trocheiczny katalektyczny: SsSsSsSsSsSsSsS

W formatach dłuższych począwszy od sześciostopowca (a nawet pięciostopowca) z reguły występuje średniówka: 
- SsSs//SsSsS(s)
- SsSsSs//SsSsS(s)
- SsSsSsSs//SsSsS(s)
- SsSsSsSs//SsSsSsS(s)

Najpopularniejszym formatem polskiego wiersza trocheicznego jest czterostopowiec, zazwyczaj akatalektyczny. Aleksander Fredro napisał nim Zemstę: 
Usłuchałam cię, Wacławie:
Dzień w dzień schodzim się w altanie,
Lecz i razem co dzień prawie
Nowe od cię mam żądanie —
Tobiem szczęście życia winna,
Ty nawzajem — chętnie wierzę;
Czemuż twoja miłość inna
Coraz nową postać bierze?
Kiedy rozkosz być przy tobie
Aż przepełnia serce moje,
Ty, niewdzięczny, w tejże dobie
Tłumisz tylko niepokoje.
Jednym z pierwszych przykładów konsekwentnie trocheicznego ośmiozgłoskowca jest oświeceniowa bajka Ignacego Krasickiego Lwica i maciora:
Źle to, gdy się podli szczycą.
Zeszła się raz świnia z lwicą,
Więc w dyskursa. W tych przewlekła,
Z żalem świnia lwicy rzekła:
«Żal mi ciebie, luboś godna,
Luboś zacna, żeś mniej płodna.
Patrz na moją zgraję świnków:
Co tu córek, co tu synków!
A wszystkie jednym pomiotem».
Rzekła lwica: «Wiem ja o tem.
Ródź ty dziesięć, cztery, dwa,
Ja jednego, ale lwa».
Tylko dziewiąty wers wyłamuje się ze schematu, ale w ten sposób podkreśla szczególnie ważne miejsce w przemówieniu przechwalającej się świni. Puenta jest wyodrębniona zastosowaniem rymów męskich, których normalnie poeci klasycystyczni w ogóle nie używali.
W literaturze polskiej jest bardzo wiele przykładów trocheicznego czterostopowca. Adam Asnyk użył go w wierszu Między nami nic nie było. Przykład czterostopowego trocheja można odnaleźć w liryce Krzysztofa Kamila Baczyńskiego w utworze Niebo złote ci otworzę:
Jeno wyjmij mi z tych oczu
szkło bolesne - obraz dni,
które czaszki białe toczy
przez płonące łąki krwi.
Jeno odmień czas kaleki,
zakryj groby płaszczem rzeki,
zetrzyj z włosów pył bitewny,
tych lat gniewnych
czarny pył.
Baczyński stosuje wersy pełne i katalektyczne: 
SsSsssSs
SsSsSsS
SsSsSsSs
ssSsSsSs
SsSsSsSs
SsSsSsSs
SsSsSsSs
sSSs
SsS
Czysty pięciostopowiec trocheiczny w wersyfikacji polskiej występuje raczej rzadko, ale wiele wierszy napisanych dziesięciozgłoskowcem ze średniówką po sylabie czwartej wykazuje tendencję do takiego właśnie uporządkowania akcentowego:
Chaty rzędem na piaszczystych wzgórkach;
Za chatami krępy sad wiśniowy;
Wierzby siwe poschylały głowy
Przy stodołach, przy niskich obórkach.

Płot się wali; piołun na podwórkach;
Tu rżą konie, ryczą chude krowy,
Tam się zwija dziewek wieniec zdrowy
W kraśnych chustkach, w koralowych sznurkach.

Szare chaty! nędzne chłopskie chaty!
Jak się z wami zrosło moje życie,
Jak wy, proste, jak wy, bez rozkoszy...

Dziś wy dla mnie wspomnień skarb bogaty,
Ale wspomnień, co łzawią obficie -
Hej! czy przyjdzie czas, co łzy te spłoszy?!...
(Jan Kasprowicz, Z chałupy)
Bezwyjątkowo trocheiczne są w sonecie Kasprowicza wersy pierwszy, drugi, trzeci, piąty, szósty, siódmy, ósmy, dziewiąty, dziesiąty, jedenasty, dwunasty i czternasty.
Czternastozgłoskowiec ze średniówką po sylabie ósmej bywa trocheicznym siedmiostopowcem:
Zaskoczyła ich na słońcu Południca blada
I Świdrydze i Midrydze i tańcowi rada.
(Bolesław Leśmian, Świdryga i Midryga)
Najdłuższym formatem trocheicznym jest w wersyfikacji polskiej ośmiostopowiec (szesnastozgłoskowiec). 
Zabóstwiło się cudacznie pod blekotem na uboczu,
A to jakaś mgła dziewczęca chciała dostać warg i oczu,
A czuć było, jak boleśnie chce się stworzyć, chce się wcielić,
Raz warkoczem się zazłocić, raz piersiami się zabielić -
I czuć było, jak się zmaga zdyszanego meką łona,
Aż na wieki sił jej zbrakło - i spoczęła niezjawiona!
Jeno miejsce, gdzie być mogła, jeszcze trwało i szumiało,
Próżne miejsce na te dusze, wonne miejsce na to ciało.
(Bolesław Leśmian, Ballada bezludna)
Ośmiostopowiec stanowi podwojenie czterostopowca. Świadczy o tym zachowywanie średniówki.
Wersyfikacyjnym majstersztykiem jest Jurgowska karczma Jerzego Lieberta. Utwór ten, analizowany dokładnie przez Marię Dłuską, opiera się na stosowaniu kataleksy wewnątrz wersu.
Raczej zawróć, raczej nadłóż parę staj,
Choćby ziąb cię spalił, wiatr oślepił -
Przed tą karczmą nie zatrzymuj sań:
Nie pij, moja miła, nie pij...

Tam z kieliszków wyskakuje siny bies,
Czuły tenor, bies rozanielony,
Stuknie w szkło - już w kieliszku pełno łez,
A on płacze, coraz wyższe bierze tony.

Stuknie w szkło, weźmie cis, wstrzyma czas
I z wieczności - sama wiesz najlepiej -
Będzie kpił: jeszcze jeden do mnie raz
Przepij, moja luba, przepij.

SsSsSsSsSsS
SsSsSsSsSs
ssSsssSsS
SsSsSsSs

SsSsssSsSsS
SsSsSsssSs
SsS()SsSsSsS
ssSsSsSsSsSs

SsS()SsS()SsS()
ssSsSsSsSs
SsS()SsSsSsS
SsSsSsSs
Trocheiczny jest również polski hymn narodowy, pióra Józefa Wybickiego:
Jeszcze Polska nie umarła,
Kiedy my żyjemy,
Co nam obca moc wydarła,
Szablą odbijemy.
Trochejem posługiwała się od czasu do czasu Wisława Szymborska, między innymi w znanym wierszu Nic dwa razy się nie zdarza.
Metrum trocheiczne występowało w średniowiecznej literaturze łacińskiej. Przykładem może być gęsto aliterowany i rymowany wiersz Sancte sator:
Sancte sator suffragator
legum lator largus dator
iure pollens es qui potens
nunc in ethra firma petra
a quo creta cuncta freta
quae aplaustra uerrunt flostra
quando celox currit uelox
cuius numen creuit lumen
Trocheiczna jest też pieśń wielkanocna:
Christe surrexisti
exemplum dedisti,
ut nos resurgamus,
et tecum vivamus
Ta właśnie zwrotka została w czternastym wieku przełożona na język polski:
Krystus z martwych wstał je,
Ludu przykład dał je,
Eż nam z martwych wstaci,
Z bogiem krolewaci
(Krystus z martwych wstał je)
Wiersz trocheiczny można odnaleźć w zbiorze Carmina burana:
Bibit hera, bibit herus,
bibit miles, bibit clerus,
bibit ille, bibit illa,
bibit servus cum ancilla,
bibit velox, bibit piger,
bibit albus, bibit niger,
bibit constans, bibit vagus,
bibit rudis, bibit magus,
Najsławniejszym przypadkiem zastosowania trocheja w łacińskiej literaturze średniowiecznej pozostaje jednak hymn Tomasza z Celano Dies irae:
Dies irae, dies illa
Solvet sæclum in favillâ,
Teste David cum Sybillâ.

Quantus tremor est futurus,
Quando Judex est venturus,
Cuncta stricte discussurus.

Tuba mirum spargens sonum
Per sepulcra regionum,
Coget omens ante thronum.
W literaturze angielskiej metrum trocheiczne występuje między innymi w Kruku Edgara Allana Poego:
Once upon a midnight dreary, while I pondered, weak and weary,
Over many a quaint and curious volume of forgotten lore,
While I nodded, nearly napping, suddenly there came a tapping,
As of some one gently rapping, rapping at my chamber door.
"'Tis some visiter," I muttered, "tapping at my chamber door—
Only this, and nothing more."
O Kruku pisał Roman Jakobson.
Miarę oryginału zachowują wszyscy polscy tłumacze:
Raz w północnej, głuchej dobie, gdym znużony siedział sobie
Nad księgami dawnej wiedzy, którą wieków pokrył kurz –
Gdym się drzemiąc chylił na nie, usłyszałem niespodzianie
Lekkie, ciche kołatanie, jakby u drzwi moich tuż.
To gość jakiś – wyszeptałem. – Puka snadź przy drzwiach mych tuż.
Nic innego chyba już.
(tłum. Zenon Przesmycki Miriam)
Na szeroką skalę czterostopowiec trocheiczny akatalektyczny zastosował w indiańskiej epopei Pieśń o Hajawacie Henry Wadsworth Longfellow:
By the shore of Gitche Gumee,
By the shining Big-Sea-Water,
At the doorway of his wigwam,
In the pleasant Summer morning,
Hiawatha stood and waited.
All the air was full of freshness,
All the earth was bright and joyous,
And before him, through the sunshine,
Westward toward the neighboring forest
Passed in golden swarms the Ahmo,
Passed the bees, the honey-makers,
Burning, singing in the sunshine.
Bright above him shone the heavens,
Level spread the lake before him;
From its bosom leaped the sturgeon,
Sparkling, flashing in the sunshine;
On its margin the great forest
Stood reflected in the water,
Every tree-top had its shadow,
Motionless beneath the water.
Taka forma jest dosyć niezwykła dla języka angielskiego. Uważa się, że była ona wynikiem inspiracji poety fińską Kalevalą.
Trocheiczny jest też Tygrys Williama Blake'a.
Tyger Tyger, burning bright,
In the forests of the night;
What immortal hand or eye,
Could frame thy fearful symmetry?
In what distant deeps or skies.
Burnt the fire of thine eyes?
On what wings dare he aspire?
What the hand, dare seize the fire?
Dodajmy, że William Szekspir trocheicznym czterostopowcem katalektycznym napisał poemat The Phoenix and the Turtle (Feniks i gołąb).
Natomiast Robert Browning użył trocheicznego pięciostopowca, zamiast zwykłego pięciostopowca jambicznego, w wierszu One word more:
There they are, my fifty men and women
Naming me the fifty poems finish’d!
Take them, Love, the book and me together.
Where the heart lies, let the brain lie also.
Browning, w wierszu A toccata of Galuppi's, zastosował również trocheiczny ośmiostopowiec katalektyczny:
Oh Galuppi, Baldassaro, this is very sad to find!
I can hardly misconceive you; it would prove me deaf and blind;
But although I take your meaning, 'tis with such a heavy mind!
Metrum trocheiczne występuje w poezji niemieckiej. Trocheiczny jest Hymn Niemiec, Hymn ludowy Austro-Węgier i Oda do radości Friedricha Schillera.
Gott erhalte, Gott beschütze
Unsern Kaiser, unser Land!
Mächtig durch des Glaubens Stütze
Führt er uns mit weiser Hand!
Laßt uns seiner Väter Krone
Schirmen wider jeden Feind:
Innig bleibt mit Habsburgs Throne
Österreichs Geschick vereint.
Boże wspieraj, Boże ochroń
Nam Cesarza i nasz kraj,
Tarczą wiary rządy osłoń,
Państwu Jego siłę daj.
Brońmy wiernie Jego tronu,
Zwróćmy wszelki wroga cios,
Bo z Habsburgów tronem złączon
Jest na wieki Austrii los.
Trochej występuje również w lirycznej miniaturze Heinricha Heinego:
Morgens steh ich auf und frage:
Kommt feins Liebchen heut?
Abends sink’ ich hin und klage:
Ausblieb sie auch heut.

In der Nacht mit meinem Kummer
Lieg ich schlaflos, wach;
Träumend, wie im halben Schlummer,
Wandle ich bei Tag.
Metrum trocheiczne jest naturalne w poezji czeskiej. Występuje ono między innymi w Balladzie o polce Jana Nerudy:
Přišlo k polce město celé! "Pěkně vítám," chudý řekl,
bohatý vzal klobouk s hlavy, král i korunu svou smekl.
Jak se polka roztočila, král chyt' králku, kníže kněžku,
Jozífek vzal Kačku za pás, Toník kýv' si na Anežku.
Hej ten výskot, hej ta vřava! tisícům se svítí oči -
je to přelud nebo pravda - vždyť i světnice se točí -
stěna sem tam otáčí se, kamna sem tam potácejí,
lavice se nadzdvihují, trámy v stropě obracejí -
polka jede - polka jede!
Utwór ten napisany jest ośmiostopowcem. Warto w tym miejscu przypomnieć, że czeskie formy řekl i smekl czyta sie dwuzgłoskowo (rzekyl, smekyl).
Jiří Orten trochejem skomponował wiersz Zimní procházka křížem krážem z tomu Cesta k mrazu.
To je kámen na prameni.
To je láska. (Nechci! Není!)
To je kořen vyvrácení.
To jsou slova, jež se vzňala
v prsou hlasu, to je skála,
která boří dům.
To je srdce plné vzdoru.
To je zámek bez otvoru.
To je hranice, již žádný
oheň nespálí.
To je pomsta nocí za dny.
To je kámen na prameni,
jejž jsme marně zvedali.
To je láska. (Nechci! Není!)
Trocheicznym sześciostopowcem Vitězslav Nezval napisał jedno ze swoich najważniejszych dzieł, poemat Edison. Tej samej formy użył w wierszu Neznámá ze Seiny (Nieznajoma z Sekwany). Trocheicznym sześciostopowcem katalektycznym SsSsSsSsSsS Josef Jungmann przełożył na czeski Raj utracony Johna Miltona:
Neposlušnost první člověka i plod
stromu zakázaný, jehož požití
zhoubné vneslo smrt i bídu všelikou
na svět s ztrátou ráje, až nás Bůhčlověk
vykoupil a získal opět blažené
ono sídlo, - zpívej, Múzo nebeská!
Trocheja nie brak też w literaturze rosyjskiej, choć jest tam o wiele mniej popularny niż jamb:
Буря мглою небо кроет,
Вихри снежные крутя;
То, как зверь, она завоет,
То заплачет, как дитя,
То по кровле обветшалой
Вдруг соломой зашумит,
То, как путник запоздалый,
К нам в окошко застучит.
(Aleksander Puszkin, Зимний вечер)
W pierwszym wersie autor najprawdopodobniej umyślnie poddał rytm, stosując cztery słowa, będące modelowymi trochejami.